# وولفسبورگ
ولفسبورگ (به آلمانی: Wolfsburg) شهری در ایالت نیدرزاکسن در کشور آلمان است.
این شهر به واقع بودن دفتر مرکزی و کارخانه اصلی فولکس واگن در آن مشهور است.